# Vilson (futebolista)
Vilson Xavier de Menezes Júnior, mais conhecido como Vilson (São Gonçalo, 3 de abril de 1988), é um ex-futebolista brasileiro que atuava como zagueiro.

## Carreira
Em julho de 2016 foi contratado, em definitivo, pelo Corinthians, depois de empréstimo da Chapecoense. Comprados 50% dos direitos econômicos por R$ 500 mil, o vínculo é até o fim de 2018.

## Estatísticas
Atualizado até 30 de março de 2017.

### Clubes
| Clube       | Temporada | Campeonato nacional | Campeonato nacional | Copa nacional | Copa nacional | Competições continentais¹ | Competições continentais¹ | Outros torneios² | Outros torneios² | Total | Total |
| Clube       | Temporada | Jogos               | Gols                | Jogos         | Gols          | Jogos                     | Gols                      | Jogos            | Gols             | Jogos | Gols  |
| ----------- | --------- | ------------------- | ------------------- | ------------- | ------------- | ------------------------- | ------------------------- | ---------------- | ---------------- | ----- | ----- |
| Corinthians | 2016      | 14                  | 1                   | 0             | 0             | 1                         | 0                         | 5                | 0                | 20    | 1     |
| Corinthians | 2017      | 0                   | 0                   | 0             | 0             | 0                         | 0                         | 3                | 0                | 3     | 0     |
| Corinthians | Total     | 14                  | 1                   | 0             | 0             | 1                         | 0                         | 8                | 0                | 23    | 1     |
| Total       | Total     | 14                  | 1                   | 0             | 0             | 1                         | 0                         | 8                | 0                | 23    | 1     |

¹Estão incluídos jogos e gols da Copa Libertadores e Copa Sul-Americana

²Estão incluídos jogos e gols pelo Campeonato Paulista, Torneios Amistosos e Amistosos

### Campeonatos
| Competição            | Partidas | Gols | Média |
| --------------------- | -------- | ---- | ----- |
| Amistosos¹            | 4        | 0    | 0,00  |
| Campeonato Paulista   | 4        | 0    | 0,00  |
| Campeonato Brasileiro | 14       | 1    | 0,07  |
| Copa do Brasil        | 0        | 0    | 0,00  |
| Copa Sul-Americana    | 0        | 0    | 0,00  |
| Copa Libertadores     | 1        | 0    | 0,00  |
| TOTAL                 | 23       | 1    | 0,04  |

¹Estão incluídos jogos e gols de amistosos e torneios amistosos

## Títulos

### Como jogador
Vasco da Gama
- Campeonato Brasileiro - Série B: 2009

Vitória
- Copa do Nordeste: 2010
- Campeonato Baiano: 2010

Palmeiras
- Campeonato Brasileiro - Série B: 2013

Corinthians
- Campeonato Paulista: 2017 e 2018
- Campeonato Brasileiro: 2017

### Como dirigente
Corinthians
- Campeonato Paulista: 2019